# Roca de la Eternidad
La Roca de la Eternidad es un lugar ficticio que aparece en los cómics estadounidenses con el Capitán Marvel / Shazam y / o sus personajes asociados, primero en publicaciones de Fawcett Comics y luego en DC Comics. 
En la mayoría de las versiones de la franquicia Capitán Marvel / Shazam!, la Roca de la Eternidad es una caverna al final de un túnel subterráneo abandonado que sirve como fuente de poder del personaje como residencia de su benefactor, el Mago Shazam, así como siete estatuas que representan a los Siete Enemigos Mortales del Hombre, contra el cual los guardianes del poder de Shazam tienen la tarea de vigilar y proteger a la humanidad.
Aparece por primera vez en La Familia Marvel # 1 (diciembre de 1945). El número 7 (diciembre de 1947) explora más a fondo la Roca de la Eternidad en la historia "La familia Marvel alcanza la eternidad".
La Roca de la Eternidad apareció en la películas de ¡Shazam! (2019), Black Adam (2022) y ¡Shazam! La furia de los dioses (2023), establecidos en el Universo extendido de DC.

## Historia del lugar ficticio
En el contexto de las historias originales de Fawcett publicadas de 1940 a 1953, la Roca de la Eternidad es la guarida del Mago Shazam, el antiguo mago egipcio que otorga al Capitán Marvel y sus asociados de la Familia Marvel, Mary Marvel y al Capitán Marvel Jr. con sus poderes. Parecido a una gran montaña estéril y posicionado en el centro del espacio y el tiempo, el espíritu del mago permaneció en la Roca después de su muerte durante la creación inicial del Capitán Marvel, como se muestra en Whiz Comics # 2 (febrero de 1940). Anteriormente había vivido en una guarida subterránea en la Tierra, accesible por un vagón de metro mágico, que incluía su trono y encarceladas personificaciones de piedra de los Siete Enemigos Mortales del Hombre. Tras la muerte del Mago, enciende el brasero en la guarida subterránea convocaría el espíritu de Shazam desde la Roca de la Eternidad; alternativamente, los Marvel podrían optar por viajar a la propia roca volando más rápido que la velocidad de la luz. Alrededor de la roca había nieblas que representaban el espacio y el tiempo; navegar a través de ellos podría permitir a los Marvel viajar a lugares específicos en el tiempo y el espacio.
Después de que una demanda de DC Comics obligara a Fawcett Comics a dejar de publicar todo el material relacionado con el Capitán Marvel en 1953, DC más tarde eligió la licencia de las propiedades del Capitán Marvel de Fawcett. La Roca de la Eternidad se usa como escenario en algunas de las historias de la Capitana Marvel de la década de 1970-80 en DC, publicadas con el título Shazam!.  Debido a problemas de marcas registradas con un personaje de "Capitán Marvel" que fue publicado por Marvel Comics después de que el Capitán Marvel de Fawcett estuviera fuera de publicación. Como está ubicado en el centro del espacio y el tiempo en estas historias, la Roca permitió que los Marvel y otros personajes de DC viajaran entre las diversas dimensiones del Multiverso de DC y viaja a los diversos mundos alternativos de los personajes superhéroes de la compañía. Los enemigos del mago sabían de la existencia de la roca, lo que llevó a Mr. Mind a liderar una encarnación de la Monstruosa Sociedad del Mal para intentar destruirla mediante un ataque directo, solo para ser derrotado por la Familia Marvel que la defendía.
Un reinicio en 1994 del Capitán Marvel por Jerry Ordway bajo el título  El Poder de Shazam! se destacó el uso de La Roca de la Eternidad, que se fusionó con la guarida subterránea terrenal de Shazam, de modo que los Siete Enemigos Mortales del Hombre (más tarde referidos por los Siete Pecados Capitales más comunes) ahora fueron encarcelados en la Roca de la Eternidad junto con muchos otros demonios capturados por el mago Shazam. Los Marvel ahora obtuvieron acceso a la Roca usando el vagón del metro o por teletransportación mágica. La Roca de la Eternidad ahora se parecía a un diamante de piedra gigante suspendido en medio de las nieblas del espacio y el tiempo; en la historia de Poder de Shazam!, se transmitió como si hubiera sido formado por el Mago Shazam bajo su personaje original como El Campeón, el primer superhéroe del mundo civilizado, al tomar un pedazo de piedra del cielo y una losa de apareamiento del infierno. Una miniserie de cómics de 2005, Día de la venganza, muestra al Espectro que destruye el espíritu del Mago Shazam, lo que hace que la Roca pierda su atadura fuera del espacio y el tiempo y explote en Gotham City, liberando a los Pecados y otros males. Un seguimiento de  Day of Vengeance Special presenta al Capitán Marvel y una serie de otros superhéroes basados en la magia que reforman la Roca.
En el reinicio Shazam! 2012-13 de Geoff Johns y Gary Frank, impreso como copias de seguridad en la serie Justice League (vol. 2), renovó el origen y el propósito de La Roca de la Eternidad para la continuidad The New 52 de DC. En esta configuración revisada, la Roca era un palacio mágico en la cima de una montaña visible como un lugar hace varios milenios en el antiguo reino norteafricano de Kahndaq. Un consejo de siete magos gobernó toda la magia terrenal de la Roca, enviando campeones para servirlos en la Tierra mediante el aprovechamiento de sus poderes. Black Adam, el campeón del Consejo de la Eternidad, el mago líder Shazam, fue rebelde y mató a los otros Magos, lo que llevó a Shazam a encarcelar a Adam y ocultar la Roca y toda la magia del mundo. Con el lanzamiento de Adam por el Doctor Sivana en la actualidad, Shazam, designado y moribundo, nombró al adolescente Billy Batson como el sucesor de sus poderes y su título de líder del Consejo de Magos.
En la serie 2017-2018, Dark Nights: Metal, Mujer Maravilla, Chica Halcón y Doctor Fate viajan a la Roca de la Eternidad en busca del Nth metal que forma la maza de Hawkman. Allí se enfrentan a los Siete Pecados Mortales y a Black Adam, y este último mata instantáneamente al Doctor Fate.
En el tercer volumen de Shazam!, se revela que la Roca de la Eternidad tiene una estación de tren que puede acceder a las siete Tierras Mágicas.
Durante la historia de "Dark Nights: Death Metal", la Roca de la Eternidad cayó en Fawcett City cuando Batman que ríe rehízo la Tierra en su visión. Esto condujo a la liberación de los Siete Enemigos Mortales del Hombre.

## En otros medios

### Televisión
- La Roca de la Eternidad aparece en The Kid Super Power Hour con Shazam! episodio, "El Regreso de Black Adam".
- La Roca de la Eternidad aparece en Batman: The Brave and the Bold, episodio "El Poder de Shazam!".
- La Roca de la Eternidad aparece en Justice League Action, episodio "Classic Rock".
- La Roca de la Eternidad se ve en Teen Titans Go! episodio "Little Elvis".

### Película
- La Roca de la Eternidad se ve en Superman/Shazam!: The Return of Black Adam.
- La Roca de la Eternidad se ve en Lego DC Super Hero Girls: Super-Villain High.

### Universo extendido de DC
- La Roca de la Eternidad aparece en la película de 2019, ¡Shazam!,  establecido en el Universo extendido de DC.[12][13] En la película, el Mago Shazam elabora que es donde se origina toda la magia en el universo. También es donde le dio a Billy Batson y Teth-Adam sus poderes, y donde se guardan las estatuas que encarcelan a los Siete Pecados Mortales, el Ojo del Pecado y el terrario que contiene a Mister Mind. En el principio, un joven Thaddeus Sivana es llevado a la Roca de la Eternidad por el mago Shazam que fue elegido, pero fue atraído por el Ojo del Pecado y fue enviado de regreso al rechazarlo. Unos años después, un Thaddeus adulto descubrió cómo abrir un portal al reino escribiendo una secuencia específica de símbolos mágicos, irrumpió en la Roca de la Eternidad y robó el Ojo del Pecado con los Siete Pecados Mortales alojados en él, fusionándose con ellos. Billy Batson es llevado del tren subterráneo a la Roca por el Mago y finalmente le hereda sus poderes y regresa a la Tierra después de convertirse en polvo. Billy, como el superhéroe Shazam, luego es obligado por Sivana a regresar a la Roca cuando este último lo chantajea para que transfiera sus poderes, pero es interrumpido por sus hermanos adoptivos, quienes lo ayudan a escapar de regreso a Filadelfia, después de buscar una salida en una rotonda de puertas, cada una de las cuales conducía a un mundo diferente. Después del empoderamiento de los hermanos y la derrota de Sivana, los hermanos adoptivos regresan a la Roca en sus formas de superhéroes, donde Billy devuelve el Ojo y los Pecados al cautiverio, y los hermanos, en particular Freddy Freeman, felizmente deciden hacer de la Roca su nueva "guarida". En una escena eliminada, los seis héroes proceden a sentarse en seis tronos antes de notar que hay un séptimo trono vacío.
- La Roca de la Eternidad aparece en la película de 2022, Black Adam.[14] En la antigua Kahndaq, el hijo de Teth-Adam, Hurut, es elegido por el Consejo de los Magos para ser su campeón debido a sus actos heroicos contra el tiránico rey Ahk-Ton. Los magos se llevan a Hurut del lugar de su ejecución pública a la Roca, donde lo empoderan. Posteriormente, los secuaces del rey atacan a los padres de Hurut, matan a su madre Shiruta y dejan a Teth-Adam gravemente herido. Hurut transfiere sus poderes a su padre, salvando la vida de Teth-Adam a costa de la suya propia, ya que los hombres del rey matan a Hurut sin poderes. Teth-Adam, enfurecido por la muerte de su hijo, usa sus nuevos poderes para masacrar al rey y sus hombres, lo que también termina matando a millones. Debido a esto, los magos luchan y encarcelan a Teth-Adam, y la mayoría de ellos muere en la lucha excepto Shazam. Teth-Adam es despertado 5000 años después en el presente por Adrianna Tomaz para protegerse a sí misma y a sus colegas de Intergang, mientras busca ocultar la Corona de Sabbac de la organización criminal. En la película, los fragmentos de la Roca de la Eternidad se llaman "Eternium" y se utilizan para crear la Corona de Sabbac y los vehículos y armas de alta tecnología utilizados por Intergang. También se muestra que el eternio debilita a Teth-Adam de manera similar al efecto de la kryptonita en Superman.[14]
- La Roca de la Eternidad aparece en la película de 2023, ¡Shazam! La furia de los dioses. En la película, Billy y sus hermanos han redecorado la Roca con luces, también han puesto todas las necesidades y comodidades que desean. Se revela que una de las estatuas de los Siete Pecados Mortales tiene un botón secreto que conduce a la Biblioteca de la Eternidad, una enorme biblioteca llena de muchos textos y libros sagrados antiguos, y bajo la autoridad de "Steve", una pluma sensible, quien se hizo amigo de Pedro. La Manzana dorada estaba igual en la biblioteca al caer en las manos de Hespera, quién ha sido prisionera y escapa al encontrar una puerta que conduce al Reino de los Dioses, luego de que Billy y sus hermanos encontraran esa puerta, y escapan después de salvar a Freddy y el Mago con la manzana, hasta ser perseguidos por Calipso y su dragón Ladón.

### Videojuegos
- La Roca de la Eternidad aparece en Injustice 2.
- La Roca de la Eternidad se menciona en Lego DC Super-Villains. Black Adam envía a Shazam y Mazahs allí.